# Otto Ubbelohde

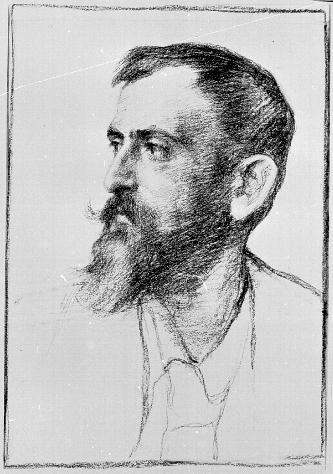
Retrato de Otto Ubbelohde, hacia 1910 por Richard Winckel (1870–1941)

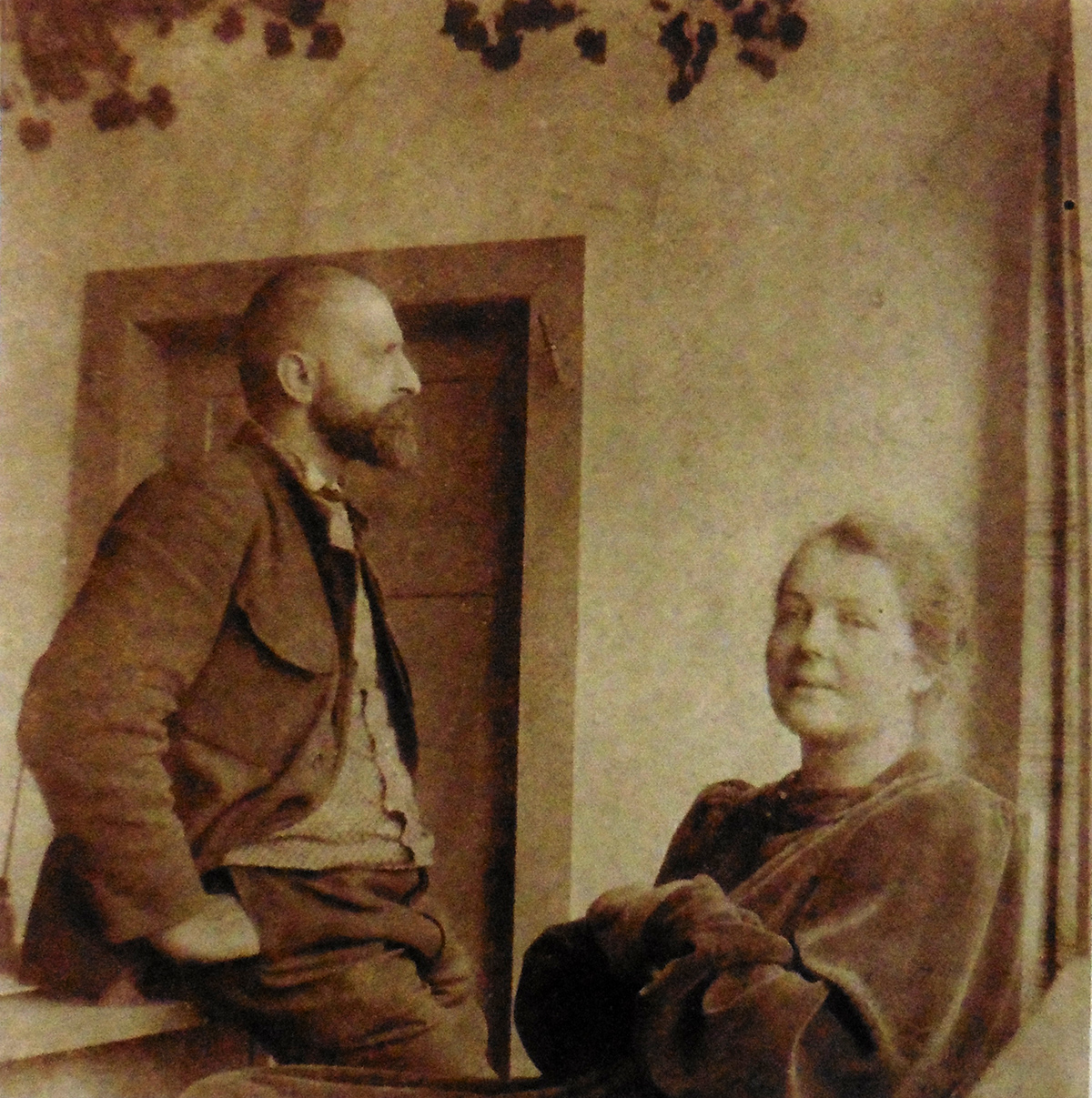
Otto y Hanna Ubbelohde 1906

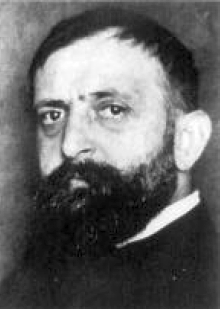
Fotografía de retrato, hacia 1915

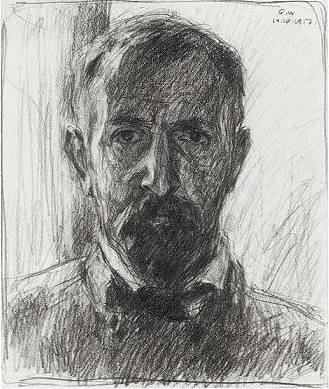
Autorretrato, lápiz 1917

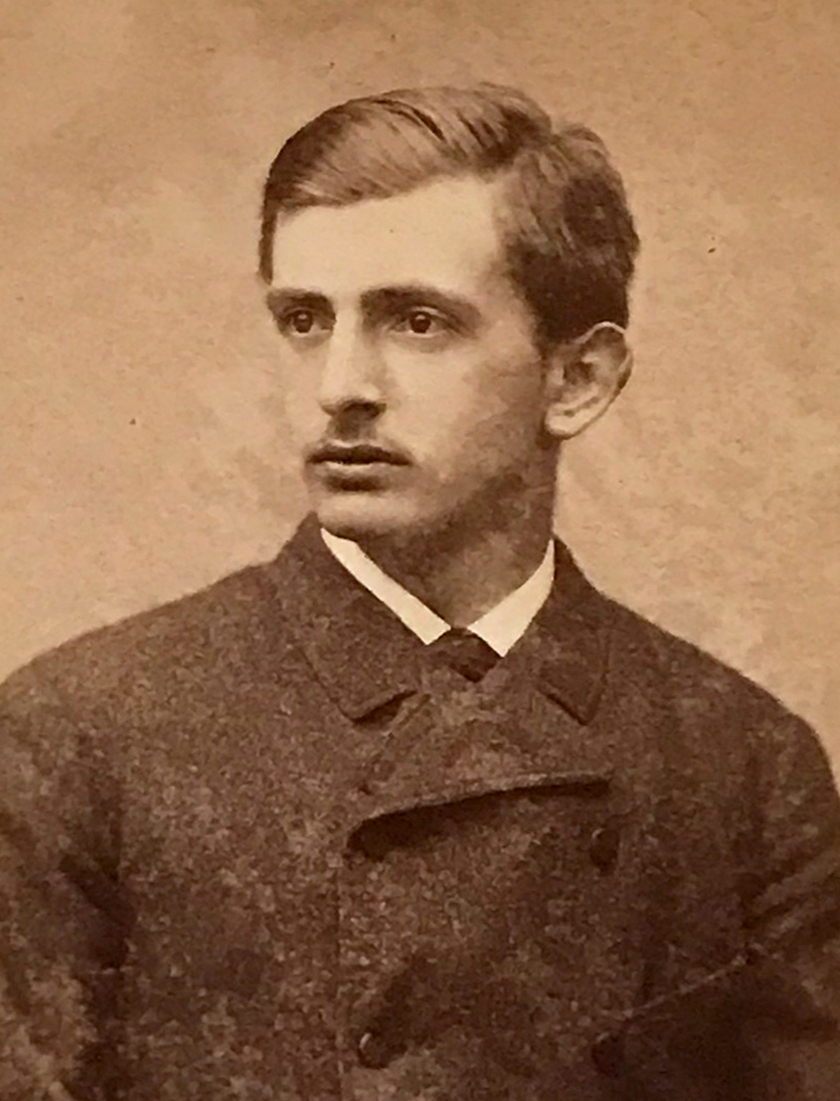
Foto de retrato de estudiante de 17 años.

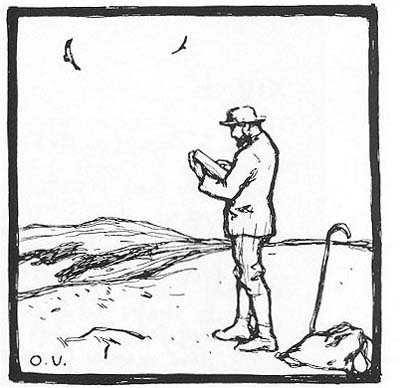
Autorretrato, dibujo a pluma 1914

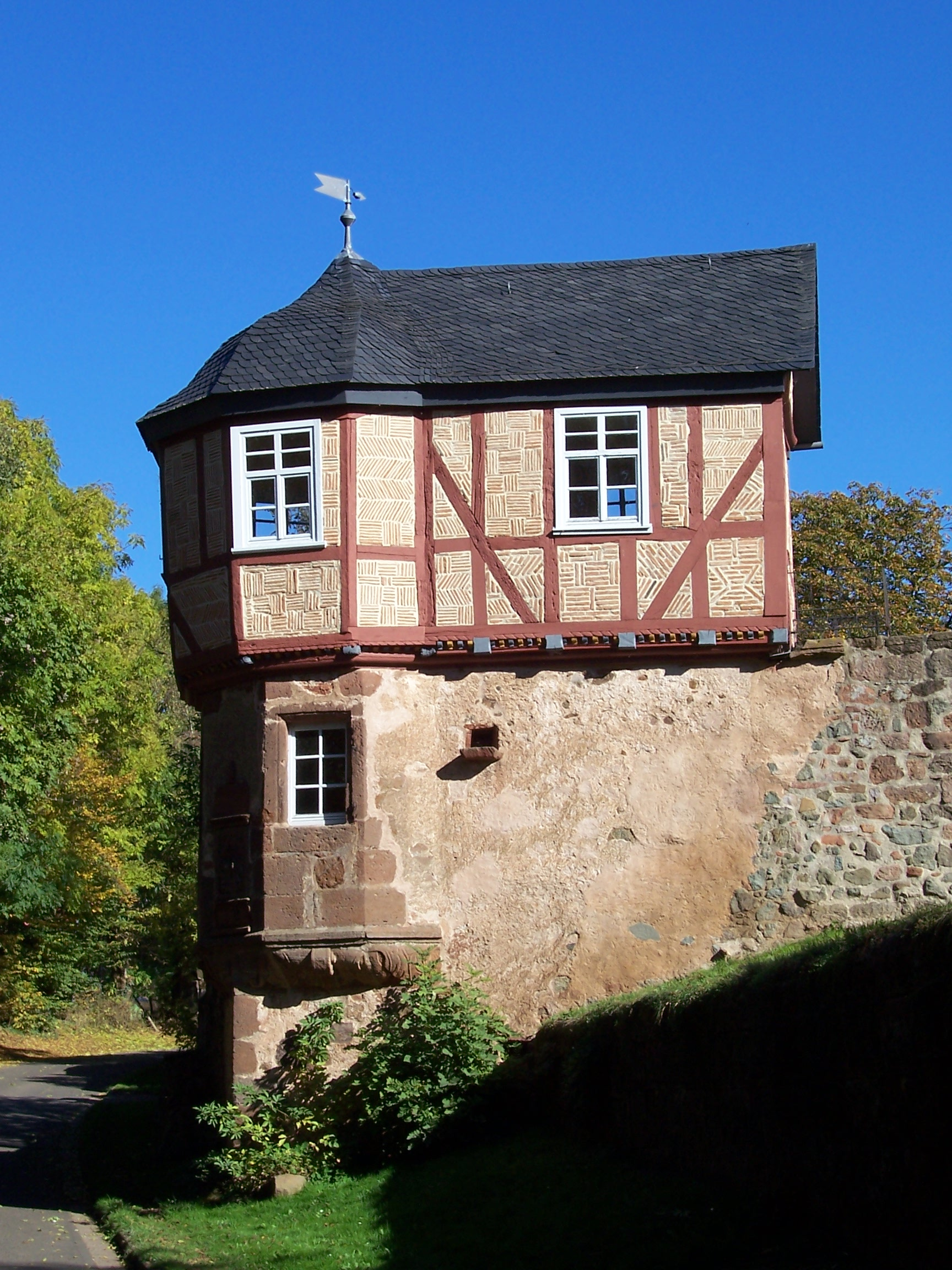
"Lusthäuschen" en Amönau, modelo para Rapunzelturm

Otto Ubbelohde (n. el 5 de enero de 1867 en Marburgo; † 8 de mayo de 1922  en Goßfelden) fue un pintor, grabador e ilustrador alemán. Algunas de sus obras están adscritas al Art Nouveau.

## Vida
Otto Ubbelohde creció en Marburg. Su padre, August Ubbelohde, era profesor de derecho romano en la Universidad de Marburgo. La casa donde nació estaba en las inmediaciones de la Iglesia de Santa Isabel  en Elisabethstraße, 9, y fue demolida en 1966.  Su talento artístico se presentó pronto, pero su padre se mostró reacio a dar permiso a su hijo para formarse como pintor tras aprobar el Abitur en el Philippinum Gymnasium de Marburgo.
Después de una breve estancia en la academia de arte de la Escuela de Arte Gran Ducal Sajona en Weimar (hoy Universidad Bauhaus de Weimar), Otto Ubbelohde se convirtió en alumno de Gabriel von Hackl, Johann Caspar Herterich, Wilhelm von Diez y Ludwig von Löfftz en la Academia de Arte de Múnich de 1884 a 1890. Vivió en Múnich durante más de una década y estuvo en contacto con la colonia de artistas de Dachau. En 1889 viajó desde Múnich a Worpswede, donde se estaba formando la colonia de artistas de Worpswede. En 1894/1895 volvió para trabajar allí. En los años intermedios pasó el verano dibujando y pintando en el Neckar y en la isla de Reichenau.
Después de casarse con Hanna Unger de Bremen en noviembre de 1897, sobrina del grabador y grabador William Unger, y la muerte de su padre al año siguiente, construyó un estudio y una casa en Goßfelden, cerca de Marburg. Al principio, la pareja solo vivía allí en verano, pero después de su finalización en 1900, vivieron allí todo el tiempo. Hoy, el edificio está catalogado, es la sede de la Fundación Otto Ubbelohde y alberga el Museo Haus Otto Ubbelohde. También sirve como centro de investigación. Alrededor de 1900, Ubbelohde y su esposa Hanna se manifestaron también como artesanos. Diseñaron bordados y crearon biombos para el Museo de Artes Aplicadas de Silesia en Breslau, así como tapices que se anudaban en la escuela de tejido de Scherrebeck.
A partir de entonces comenzaron los viajes de pintura y las estancias en Múnich. En 1902 se convirtió en miembro de la colonia de pintores de Willingshausen. En 1908 viajó a Lübeck, donde dibujó las ilustraciones de una guía de la ciudad; también fue a Gothmund a trabajar. Tuvo su primera exposición propia en Gießen en 1912 con 40 pinturas al óleo, dibujos y grabados.
Con motivo de su quincuagésimo cumpleaños en 1917, la Universidad de Marburg le otorgó el título de profesor y lo nombró el 6 de julio de 1921, Senador Honorario. El 24 de julio de 1918, la facultad de filosofía de la Universidad de Giessen le nombró doctor honoris causa, al mismo tiempo y junto con el escritor Alfred Bock.

## Obra
Además de pintar, Ubbelohde dibujó continuamente, en parte debido a que le proporcionaba ingresos continuos. Hizo innumerables plantillas de impresión dibujadas para ilustraciones de libros, calendarios, postales, ex libris y similares; junto a grabados.
A través de obras de este tipo, especialmente a través de sus ilustraciones para una edición de 1909 de los Cuentos infantiles y domésticos de los Hermanos Grimm publicados por la Editorial Turm de Leipzig, Ubbelohde se dio a conocer en todo el mundo. Trabajó en las 448 ilustraciones del libro de cuentos de hadas durante tres años, de 1906 a 1909.
Aunque su inclinación y su afán artístico fueron principalmente por la pintura. Esta ocupa un espacio amplio y muy importante en la obra del artista. Aunque excepcionalmente virtuoso en la pintura de retratos, Ubbelohde creó principalmente paisajes y bodegones. Los paisajes de Hesse, especialmente los de los alrededores de Marburg, encontraron en él a su pintor insuperable.
En la literatura sobre Heidegger, a menudo se afirma que Martin Heidegger hizo que Ubbelohde le diseñara un traje loden con bombachos, con el que atrajo la atención de los estudiantes como un "traje existencial". Eckardt Köhn remonta esta suposición generalizada a un libro de Paul Huhnerfeld, pero duda de que el llamativo traje de Heidegger viniera de la mano de Ubbelohde,  ya que nunca se ocupó de "la reforma o incluso la hechura de ropa de hombre".
Una sala entera del Museo de Bellas Artes de la Universidad de Marburg está dedicada a las pinturas de Ubbelohde. 

## Recepción
Después de su muerte, Ubbelohde fue casi olvidado. En 1943 se publicó la primera monografía de Hans Laut, que intentaba adscribir la vida y la obra de Ubbelohde a la ideología nacionalsocialista. No fue hasta 1984 que Bernd Küster le rindió homenaje en una extensa monografía científica, que fue revisada en 1997 y hoy día es considerada una obra de referencia.
Las ilustraciones originales de los cuentos infantiles y domésticos de los hermanos Grimm se expusieron por primera vez en la antigua oficina del distrito de Marburg y, a partir de 1972, en la casa del distrito de Marburg-Cappel. En 1987 fueron reemplazadas por copias. Desde entonces, los originales rara vez se han exhibido. Una parte se mostró en 1987 en Tokio-Oumida, en 1988 en Osaka y en 1990 en el parque temático Guryukku Ōkoku ("Reino de la felicidad") en Obihiro (Hokkaidō), ya que los cuentos de hadas de los hermanos Grimm con las ilustraciones de Ubbelohde son relativamente populares en Japón.
En 2002, el poeta Ludwig Harig se ocupó de los cuentos de hadas de Grimm y las ilustraciones de Ubbelohde en su libro De repente las estrellas cayeron del cielo, en que exploró los modelos de paisaje para los dibujos que el artista utilizó.

## Obras ejemplares

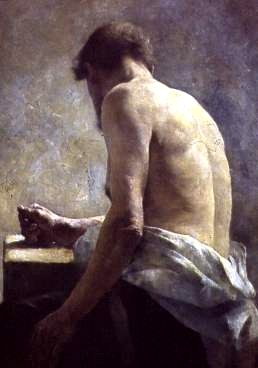
Estudio del período de la Academia, hacia 1886
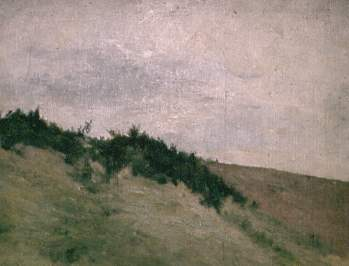
Estudio de paisaje, hacia 1889
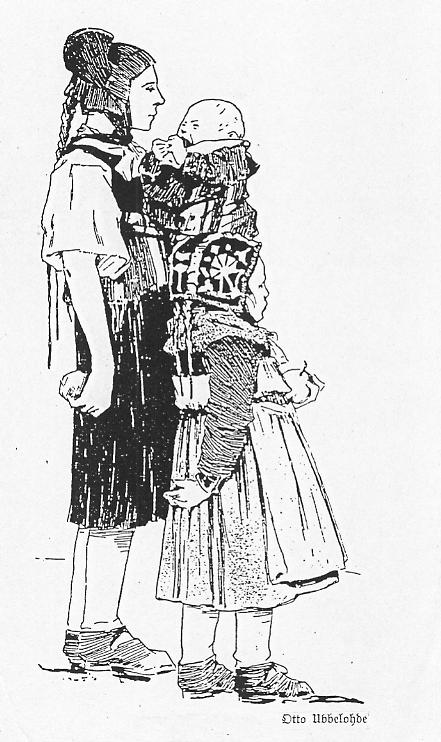
Traje de interior, madre con hijos de Bottenhorn, alrededor de 1910
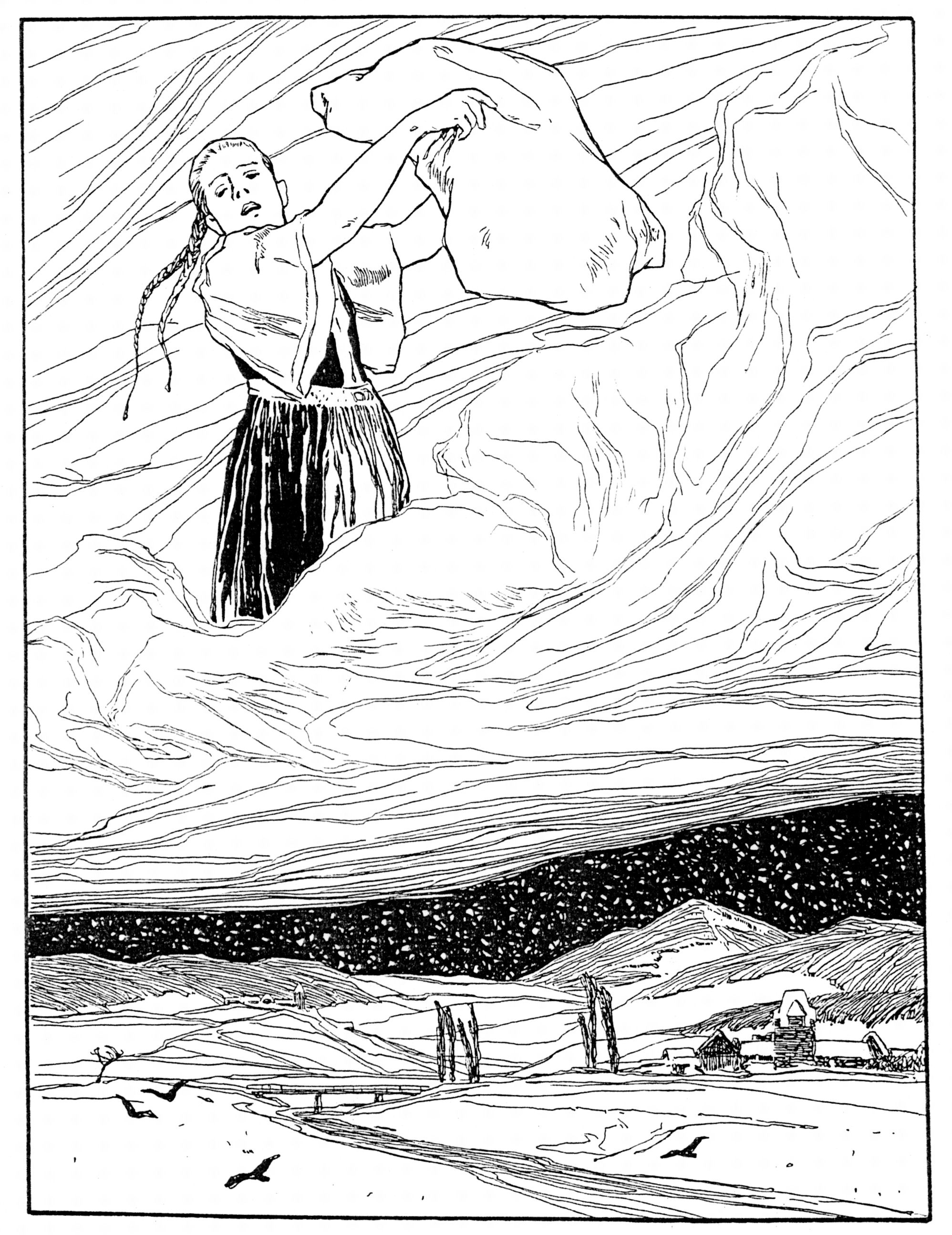
Frau Holle (plantilla de paisaje: Rimberg )
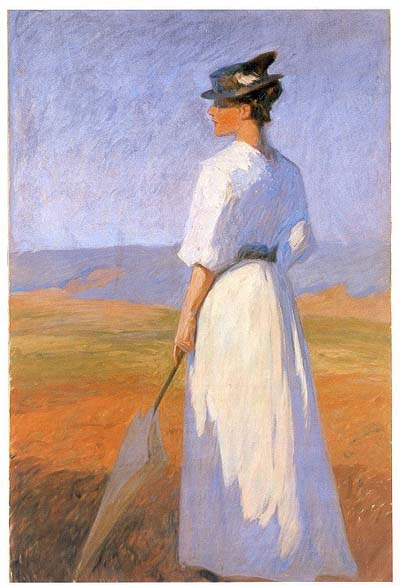
Mujer de blanco ( modelo : Hanna Ubbelohde)
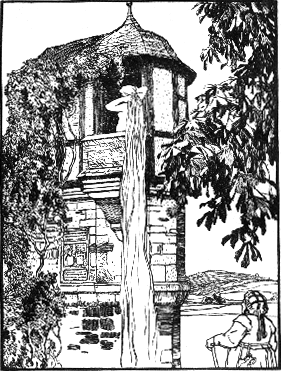
Torre Rapunzel
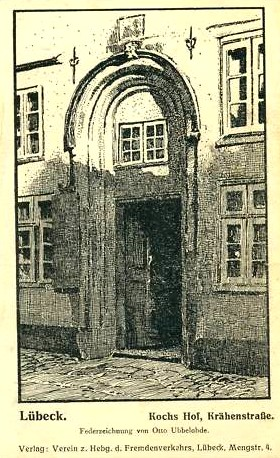
Koch's Hof, Lübeck
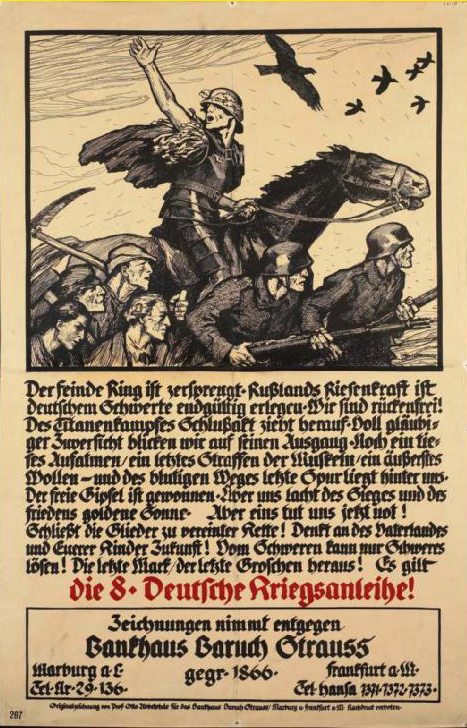
Cartel publicitario del empréstito de guerra de 1918
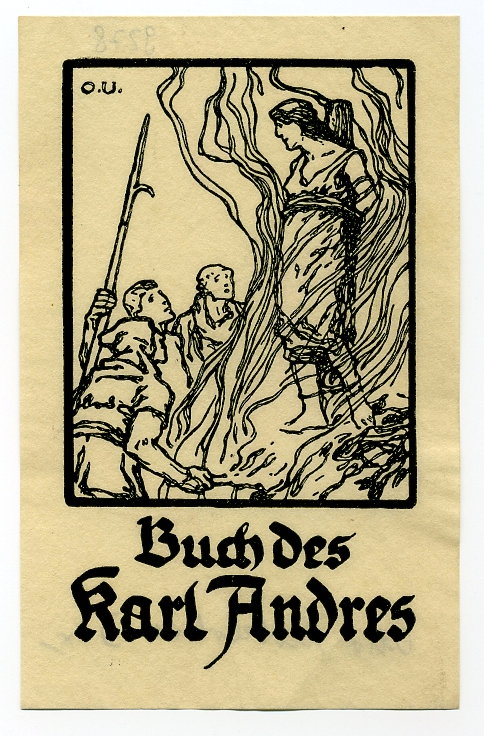
Ex libris para Karl Andres, La quema de las brujas, 1920

## Apreciación

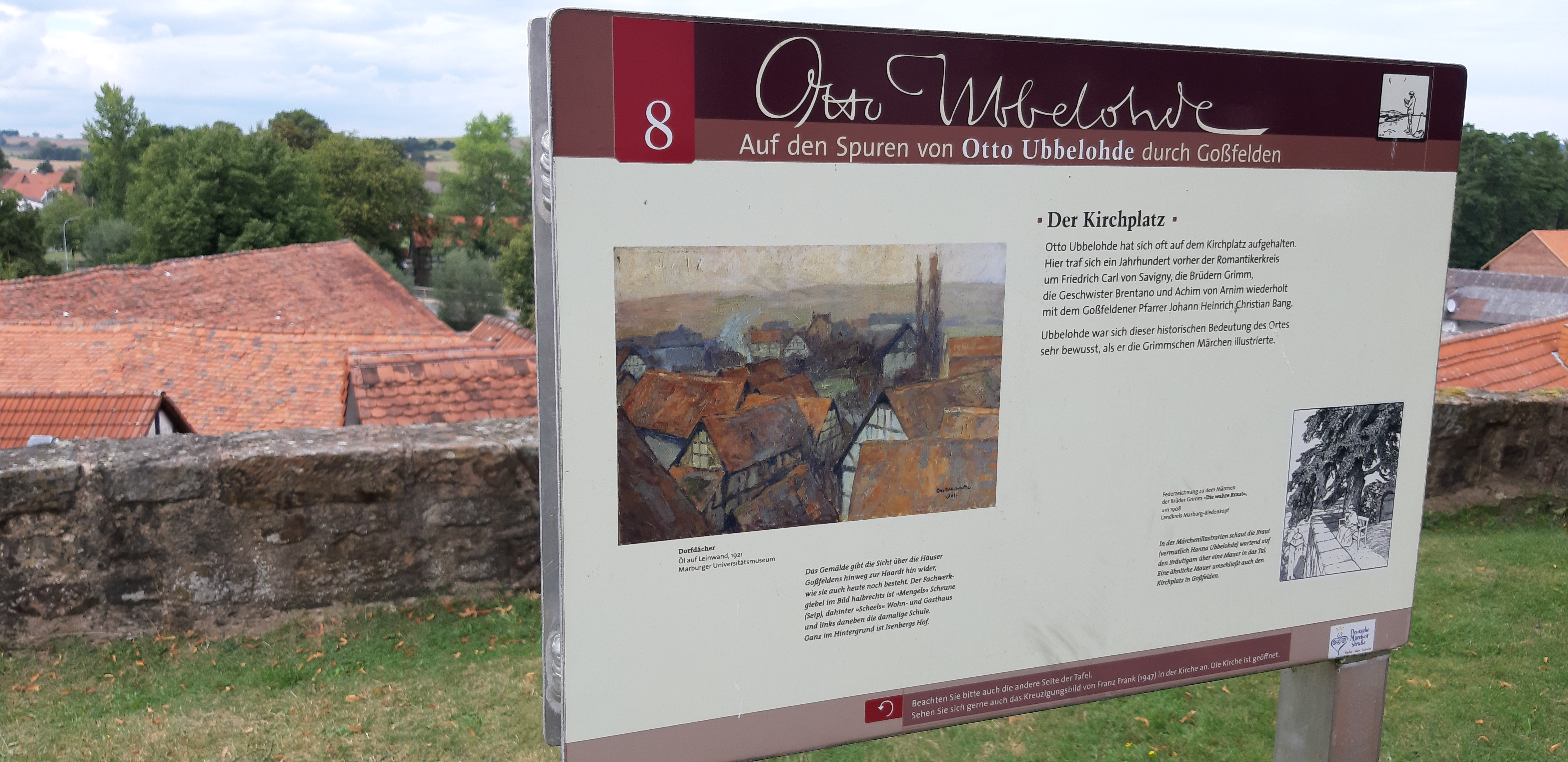
Panel informativo sobre Otto-Ubbelohde-Weg en Lahntal-Goßfelden

El distrito de Marburg-Biedenkopf dona el Premio Otto Ubbelohde desde 1987 y lo otorga anualmente desde entonces.
En Lahntal-Goßfelden, Otto-Ubbelohde-Weg y la escuela primaria "Otto-Ubbelohde-School Goßfelden"  recibieron su nombre y en Marburg, la escuela primaria de seis años "Otto-Ubbelohde-School Marburg". Otros nombres de calles en su honor son: Ubbelohdestraße en Marburg, Ubbelohde-Weg en Gießen y Ubbelohdeweg en Alsfeld.
En 2010 se inauguró en Goßfelden una ruta circular "Tras la pista de Otto Ubbelohde a través de Goßfelden", que conduce a lugares destacados que Otto Ubbelohde registró en su obra o que le sirvieron de modelos.
Una sección de la Ruta Alemana de los Cuentos de Hadas conduce desde Hanau hasta Goßfelden, sitio de trabajo de Otto Ubbelohde.

## Exposiciones
- 1912: Exposición colectiva, Giessen, más el catálogo con Christian Rauch: Sobre la exposición de obras de Otto Ubbelohde. Giessen, Tower House on Brand, Oberhessischer Kunstverein, Gießen 1913.
- 1922: Exposición del legado, Giessen
- 1925: Kunstverein Kassel, Kassel
- 2017: Imágenes de la Naturaleza. El pintor Otto Ubbelohde, Museo Oberhessisches, Gießen. Folleto.

## Casa Museo Otto Ubbelohde
La antigua casa y estudio del artista en Lahnwiesen cerca de Lahntal-Goßfelden es ahora un museo.

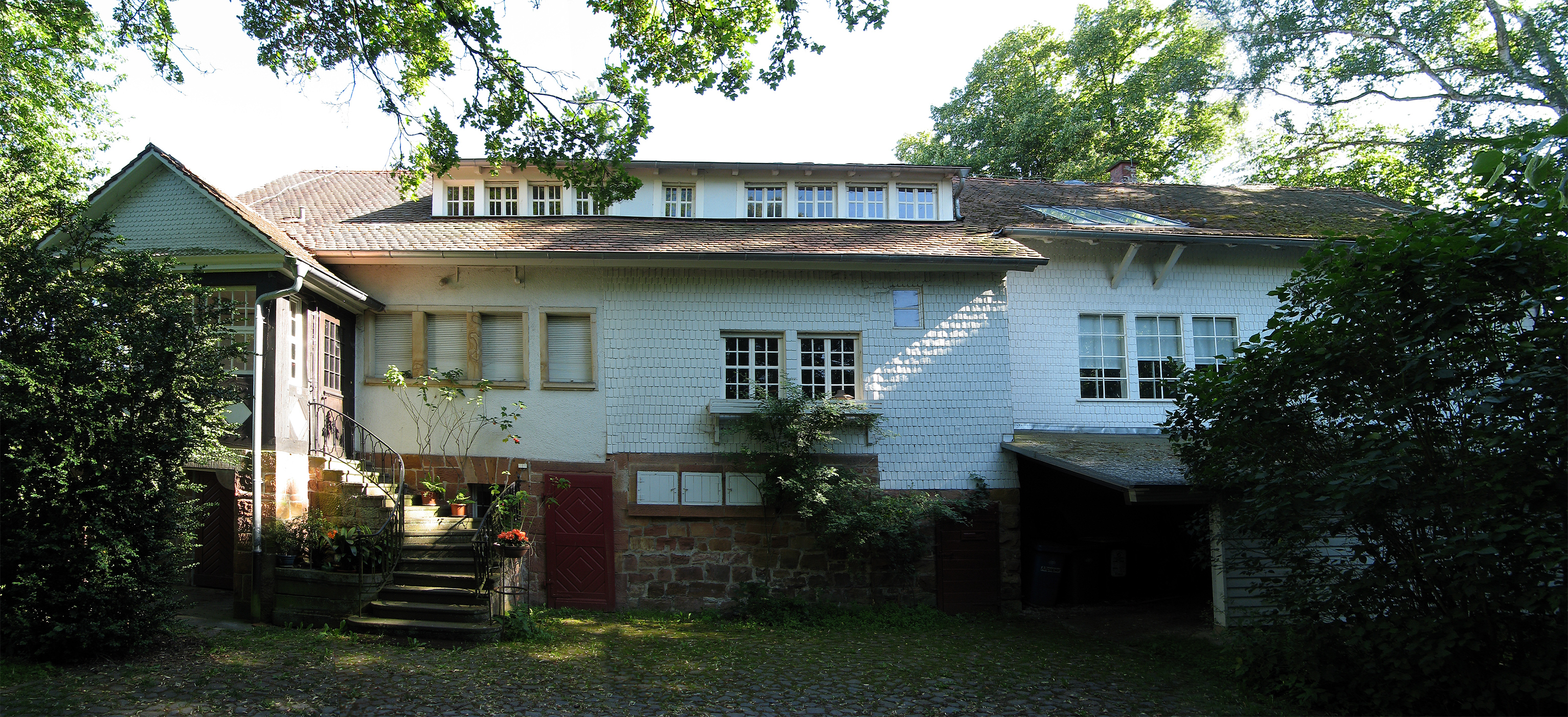
La casa museo de Ubbelohde en Goßfelden

Ubbelohde hizo construir la casa con entramado de madera y esgrafiados por constructores locales según las ideas de construcción de casas de campo inglesas y según sus propios diseños. En 1900 pudo mudarse a ella junto con su esposa Hanna. La casa fue ampliada en 1905 y 1914. A finales del siglo XX, la Fundación Otto Ubbelohde restauró la propiedad. En noviembre de 1999 fue inaugurada como museo. Desde entonces, allí se han realizado exposiciones temporales que presentan el trabajo de Ubbelohde. En diciembre de 2001, la Oficina Estatal para la Conservación de Monumentos de Hesse declaró el museo monumento del mes.
En 2010 el museo presentó la exposición Otto Ubbelohde – Diseños decorativos .
En 2016, se creó un grupo de trabajo "Futuro de la Otto-Ubbelohde-Haus" en el consejo municipal de Lahntal para apoyar a la fundación. Entre otras cosas, el grupo de trabajo de parlamentarios y ciudadanos se ha fijado como objetivo intensificar la publicidad turística, conseguir patrocinadores para proyectos especiales y presentar sugerencias al Patronato de la Fundación Ubbelohde. Los primeros proyectos implementados son los servicios voluntarios del museo durante el horario de apertura y la creación de un sitio web, que se puso en línea en febrero de 2017.

## Fundación Otto Ubbelohde
A través de una disposición testamentaria de Else Ubbelohde-Doering, sobrina del artista e hija de Heinrich Ubbelohde-Doering y última propietaria de la casa, la Künstlerhaus y la propiedad artística fueron transferidas a la Otto-Ubbelohde-Foundation en 1991. El patrimonio incluye alrededor de 3.000 bocetos, dibujos y pinturas. La Fundación dispuso la renovación del edificio. El presidente de la junta de la fundación, Ludwig Rinn, está a cargo del museo.

## Obras en libros
- Máximo Gorki: Einst im Herbst. (Erzählungen Band I) und In der Steppe. (Erzählungen Band II) Eugen Diederichs, Leipzig 1901, 2. Auflage 1904 (Buchschmuck von Otto Ubbelohde)
- Aus Alt-Marburg. 20 Landschaftsbilder von Otto Ubbelohde. N. G. Elwert’sche Verlagsbuchhandlung, Marburg 1906.
- Rings um Marburg. 20 Landschaftsbilder von Otto Ubbelohde. N. G. Elwert’sche Verlagsbuchhandlung, Marburg 1907.
- Jacob und Wilhelm Grimm, Otto Ubbelohde (Illustrationen): . Mit 446 Illustrationen von Otto Ubbelohde. Hrsg.: Robert Riemann. 3 Bände. Turm-Verlag, Leipzig, DNB 560524668 (1907–1912).
- Karl Ernst Knodt, Otto Ubbelohde (Illustrationen): Meine Wälder. Worte von Karl Ernst Knodt. Bilder von Otto Ubbelohde. Verlag Hermann A. Wiechmann, München 1910.
- Ernst Piltz, Otto Ubbelohde (Illustrationen): Führer durch Jena. Fromann’sche Hofbuchhandlung Eckard Klostermann, Jena 1912.
- Jacob und Wilhelm Grimm, Otto Ubbelohde (Illustrationen): . Zeichnungen von Otto Ubbelohde. Hrsg.: Robert Riemann. Turm-Verlag, Leipzig 1912, DNB 580896188.
- Martin Lang, Otto Ubbelohde (Illustrationen): Alt-Tübingen. 30 Federzeichnungen von Otto Ubbelohde. Wilhelm Kloeres, Tübingen 1913. ; 2. Auflage 1917 (Digitalisat).
- Otto Ubbelohde: Städte und Burgen an der Lahn. 20 Zeichnungen von Otto Ubbelohde. N. G. Elwert’sche Verlagsbuchhandlung, Marburg 1914.
- Gustav Könnecke, Otto Ubbelohde (Illustrationen): . N. G. Elwert’sche Verlagsbuchhandlung, Marburg, DNB 560983670 (ca. 1915).
- F. Bruns, H. Mahn, Otto Ubbelohde (Illustrationen), Verein zur Hebung des Fremdenverkehrs in Lübeck (Hrsg.): Lübeck. Ein Führer durch die Freie u. Hansestadt und ihre nähere Umgebung. Rathgens, Lübeck 1918.
- Otto Ubbelohde: . N. G. Elwert’sche Verlagsbuchhandlung, Marburg 1919, DNB 36178208X.
- Bernhard Flemes, Otto Ubbelohde (Illustrationen): . Verkehrsverein Hameln, Hameln 1920, DNB 573365075.
- Ernst Koch, Otto Ubbelohde (Illustrationen): . N. G. Elwert’sche Verlagsbuchhandlung, Marburg 1922, DNB 575519665.
- Ludwig Harig: Da fielen auf einmal die Sterne vom Himmel. Begegnungen mit Dornröschen und dem Eisenhans – eine Märchenreise im Jugendstil. Mit Zeichnungen von Otto Ubbelohde. zu Klampen Verlag, Lüneburg 2002, ISBN 3-933156-74-2.
- Jacob und Wilhelm Grimm, Otto Ubbelohde (Illustrationen): . Anaconda, Köln 2009, ISBN 978-3-86647-421-5.
- Jacob und Wilhelm Grimm, Otto Ubbelohde (Illustrationen): . Hrsg.: Eckhard Henkel. Subach, Königswinter 2011 (Kindle-eBook).
- Rainer Zuch, Corps Teutonia Marburg (Hrsg.): Otto Ubbelohdes Fensterentwürfe für das Corpshaus der Teutonia Marburg. Otto-Ubbelohde-Stiftung, Goßfelden 2013.